# Volta ao Ribeiro
La Volta ao Ribeiro est une course cycliste espagnole disputée au mois de juin dans la comarque d'O Ribeiro, en Galice. Créée en 1970, elle est réservée aux coureurs amateurs.
L'édition 2019 sert de parcours pour les championnats régionaux de Galice.

## Palmarès
| Année     | Vainqueur                | Deuxième              | Troisième                |
| --------- | ------------------------ | --------------------- | ------------------------ |
| 1970      | Gerardo Pardo            | José Luis Llamas      | Gonzalo García           |
| 1971      | Melchor Sánchez          | Juan N. Vallina       | Martín Rodríguez Suárez  |
| 1972      | Arturo García            | Teodoro Calleja       | Pío Ortega               |
| 1973      | Jesús López Carril       | Luis Alberto Ordiales |                          |
| 1974      | Manuel Blanco Garea      | Emilio Villanueva     | Faustino Fernández       |
| 1975      | Andrés Urquiza           | José Enrique Cima     | Valeriano Zabala         |
| 1976      | Isaac Godoy              | José Luis Felpete     | Emilio Villanueva        |
| 1977-1978 | non disputé              | non disputé           | non disputé              |
| 1979      | Moisés Leboso Varela     | J. Carlos Piñeiro     | Modesto Sánchez          |
| 1980-1981 | non disputé              | non disputé           | non disputé              |
| 1982-1987 | ?                        | ?                     | ?                        |
| 1988      | Alejandro Vázquez        | Eugenio Gallego       | Gonzalo Aguiar (gl)      |
| 1989      | non disputé              | non disputé           | non disputé              |
| 1990-1991 | ?                        | ?                     | ?                        |
| 1992-1993 | non disputé              | non disputé           | non disputé              |
| 1994      | Juan José Ruiz           | José Luis Boente      | Antonio Mariño           |
| 1995      | Carlos Rodríguez         | Miguel Ángel Manteiga | José Domínguez           |
| 1996      | Fernando López           | Gustavo Meijide       | Fernando Fernández       |
| 1997      | Miguel Ángel Manteiga    |                       | Juan Carlos Taboas (es)  |
| 1998      | Carlos Iván Vidal        | Fernando Fernández    | David Blanco             |
| 1999      | ?                        | ?                     | ?                        |
| 2000      | Miguel Martínez Giráldez | Roberto Pérez         | Gustavo López            |
| 2001      | ?                        | ?                     | ?                        |
| 2002      | Felipe Castro            | Bruno Sas             | Xosé Paz                 |
| 2003      | Ramón Troncoso           | L. Ribeiro            | Luis Felipe Oliveira     |
| 2004      | Luis Felipe Oliveira     | Rubén Oliveira        | Jorge Nogaledo           |
| 2005      | Jorge Nogaledo           | Luis Felipe Oliveira  | Gonzalo Rabuñal          |
| 2006      | Jesús Cobelo             | Gonzalo Rabuñal       | Serafín Martínez         |
| 2007      | Héctor Aguilar           | Óscar Bastos          | Roberto Cobo             |
| 2008      | Héctor Aguilar           | David Carrillo        | Marco Cunha              |
| 2009      | Antonio García González  | Michael Torckler      | Pablo Lechuga            |
| 2010      | Artur Ershov             | Sergey Chernetskiy    | Adolfo García Quesada    |
| 2011      | Peter van Dijk           | Jordi Simón           | Andrés Vigil             |
| 2012      | Moisés Dueñas            | José Belda            | Eduard Prades            |
| 2013      | Iván Martínez Jiménez    | Alberto Gallego       | Francisco Clavijo        |
| 2014      | Moisés Dueñas            | José Antonio Cavero   | Rubén García Pérez       |
| 2015      | Jaime Vergara            | Javier Busto          | Carlos Gutiérrez Sánchez |
| 2016      | Aser Estévez             | Anderson Maldonado    | Wolfgang Burmann         |
| 2017      | Willie Smit              | Roberto Méndez        | Raúl García de Mateos    |
| 2018      | Eddie van Heerden        | Aser Estévez          | Jesús Nanclares          |
| 2019      | Julián Barrientos        | Samuel Blanco         | Carlos Cobos             |
| 2020      | non disputé              | non disputé           | non disputé              |